# Успеть до полуночи (телепередача)
Это статья о телепередаче, о фильме см. Успеть до полуночи.
Успеть до полуночи — развлекательная телевикторина с ведущими Алексеем Чумаковым и Тимуром Родригезом, участниками первого сезона шоу перевоплощений «Один в один!», а также танцующей ведущей Катариной, роль которой исполняет Екатерина Ваганова. В этой программе ведущие и участники в шуточной форме обсуждали события прошедшей недели. Выходила по субботам в 23:00 с 7 сентября по 28 декабря 2013 года на «Первом канале».
Производителем передачи «Успеть до полуночи» выступала группа компаний «Красный квадрат».

## Правила
Все вопросы викторины посвящены событиям уходящей недели. В игре участвуют две команды по три участника (в основном — известные личности). Постоянные капитаны команд — Виктор Васильев и Дмитрий Шепелев.
Игра проходит в два тура. В первом туре участники выбирают один из объектов, где скрывается вопрос. Первым отвечает команда, которая быстрее нажимала на кнопку. Во втором туре игрокам предстоит расшифровать новостной заголовок, подготовленный ведущими.

## Закрытие
Программе не удалось повторить успех аналогичного шоу «Прожекторперисхилтон», и в конце года она была закрыта. По данным «Mediascope», последний выпуск программы прошёл с рейтингом 3.8 и долей 12.1, заняв второе место в десятке самых популярных юмористических программ в период с 23 по 29 декабря 2013 года, обогнав по популярности такие проекты, как «Comedy Woman», «Уральские пельмени», «Comedy Баттл», «Comedy Club», «Наша Russia» и «ХБ». Таким образом, в закрытии шоу нельзя винить рейтинги программы. 
Вполне возможно, что программа закрылась из-за того, что Алексей Чумаков стал членом жюри второго сезона проекта «Один в один!» и тем самым стал сотрудничать с телеканалом «Россия-1», будучи ведущим «Первого канала». По словам Чумакова, это не являлось нарушением контракта, но руководство «Первого канала» восприняло это как предательство и внесло шоумена в чёрный список. Позже Тимур Родригез перешёл на канал «Россия-1» вслед за коллегой.